# Paulo Alexandre
Pour les articles homonymes, voir Alexandre.
Paulo Alexandre, nom de scène de Modesto Pereira da Silva Santos, né à Vouzela au Portugal le 16 février 1931 et mort le 18 novembre 2024, est un chanteur, auteur, compositeur portugais. Parallèlement, il a mené de front une carrière radiophonique, de producteur à la télévision et d'acteur de cinéma.

## Biographie
Paulo Alexandre a commencé sa carrière artistique en 1954, dans la Station Nationale, où il fit ses débuts aux côtés de Luis Piçarra et Maria de Lurdes Resende, puis il a été animateur et producteur radiophonique à la Radio Renascença et à la Radiotelevisão Portuguesa.
Auteur et interprète de la chanson Verde Vinho, vendue à plus de 200 000 exemplaires au Portugal, il a, à ce titre, marqué l'histoire de la musique populaire portugaise.
En 1980, le grand succès au Brésil et au Portugal de cette chanson, a incité Playtime et Eliasom, deux sociétés de production cariocas, à tourner un film portant le même titre. Paulo Alexandre y joue le rôle du chanteur Otavio Lima, aux côtés de Dionísio Azevedo, Maria de Lourdes, Gui Abreu Lima, Zezé Barros, Zezito Martins, João Carlos Mota et Arnaldo Weiss.
Il est l'auteur, en 1987, du thème musical de la Partie II de l'hommage à Fernando Pessoa lors de la commémoration de la naissance du poète. Il est aussi auteur et producteur de séries documentaires de télévision.

## Extraits deVerde Vinho
Refrain de la chanson en deux couplets :
| Vamos brindar com vinho verde Que é do meu Portugal E o vinho verde me fará recordar A aldeia branca que deixei atrás do mar. | Allons trinquer au vinho verde Qui est de mon Portugal Et le vinho verde me rappellera Mon village blanc au-delà de la mer. |

| Vamos brindar com verde vinho P'ra que possa cantar, canções do Minho Que me fazem sonhar, Com o momento de voltar ao lar. | Allons trinquer au vinho verde Qu'on puisse chanter, les chansons du Minho Qui me font rêver, Au moment de retourner à la maison |